# Maison Rubat
Pour les articles homonymes, voir Rubat.
La maison Rubat est une maison située sur le territoire de la commune de Chevagny-les-Chevrières dans le département français de Saône-et-Loire et la région Bourgogne-Franche-Comté.

## Historique
Elle fait l'objet d'une inscription au titre des monuments historiques depuis le 28 février 1927 et d'un classement depuis le 6 novembre 1929.